# 26526 Jookayhyun
26526 Jookayhyun este un asteroid din centura principală de asteroizi.

## Descriere
26526 Jookayhyun este un asteroid din centura principală de asteroizi. A fost descoperit pe 4 februarie 2000 la Socorro, New Mexico, în cadrul proiectului LINEAR. Asteroidul prezintă o orbită caracterizată de o semiaxă mare de 2,27 ua, o excentricitate de 0,13 și o înclinație de 5,9° în raport cu ecliptica.